# Charrat
Charrat is een plaats voormalige gemeente in het Zwitserse kanton Wallis, maakt deel uit van het district Martigny en sinds 1 januari 2021 van de gemeente Martigny.
Charrat telt 1.552 inwoners.